# Victor Mauvais
Félix-Victor Mauvais, auch Victor Mauvais  (* 7. März 1809 in Maîche, Département Doubs; † 22. März 1854 in Paris) war ein französischer Astronom und von 1848 bis 1849 Mitglied der Französischen Nationalversammlung.

## Leben
Mauvais studierte unter anderem an der École polytechnique in Paris und in Besançon. Aufgrund seines Interesses für die Naturwissenschaften und speziell die Astronomie erhielt er auf Empfehlung von François Arago 1836 eine Anstellung am Pariser Observatorium. Von 1843 bis 1854 war er in dem mit dem Observatorium verbundenen  Bureau des Longitudes tätig, wo er zur Meteorologie arbeitete. Mauvais entdeckte vier Kometen. 1843 erhielt er den Lalande-Preis der Académie des sciences für die Entdeckung des Kometen C/1843 J1 und wurde am 20. November des gleichen Jahres als ordentliches Mitglied in die Akademie aufgenommen.
Im Mai 1848 wurde er assoziiertes Mitglied der Royal Astronomical Society.
Vom 23. April 1848 bis 26. Mai 1849 vertrat er das Département Doubs in der Französischen Nationalversammlung in der linken Gruppe.
Im Zuge der Trennung des Observatoriums vom Bureau des Longitudes Anfang 1854 verlor Mauvais seine Anstellung und beging Suizid.